# Gewoon vogelkopje
Het gewoon vogelkopje of vogelkopje (Thymelaea passerina) is een giftige, eenjarige plant, die behoort tot de peperboompjesfamilie. De soort komt van nature voor in Centraal-, Oost-, Zuidwest- en Zuidoost-Europa, Noord-Afrika, het Arabische schiereiland, West- en Centraal-Azië, de Kaukasus, Siberië, China en het Indiase subcontinent en is verder verspreid naar Noord-Amerika en Australië. In het noordwesten van de Verenigde Staten wordt het beschouwd als een schadelijk onkruid. Het aantal chromosomen is 2n = 18.
De plant wordt 20-50 cm hoog en heeft rechtopgaande, kale stengels. De afwisselend staande, gaafrandige, puntige bladeren zijn lineair-lancetvormig, 5-20 mm lang en 1-2,5 mm breed. Ze hebben een zeer korte bladsteel en 1-3 nerven.
Gewoon vogelkopje bloeit vanaf juni tot in september. De bloeiwijze is een aar. De geelgroene, klokvormige bloemen zitten meestal afzonderlijk in de oksels van de bladeren, maar er kunnen ook twee of drie bij elkaar zitten. De 2-3 mm lange kelkbuis is witachtig behaard. Ze worden omgeven door twee, 2-3 mm lange, behaarde schutbladen. De bloemen hebben vier, 2-3 mm lange bloembladen. Er zijn twee kransen van elk vier meeldraden. De langwerpige helmknoppen zijn 0,4 mm lang. Het 2-3 mm grote vruchtbeginsel is eivormig en aan de top bezet met korte, dikke haren..
De vrucht is een harig, snavelvormig, 3 mm lang nootje, dat omsloten wordt door een behaard, vliezig bloemdek.

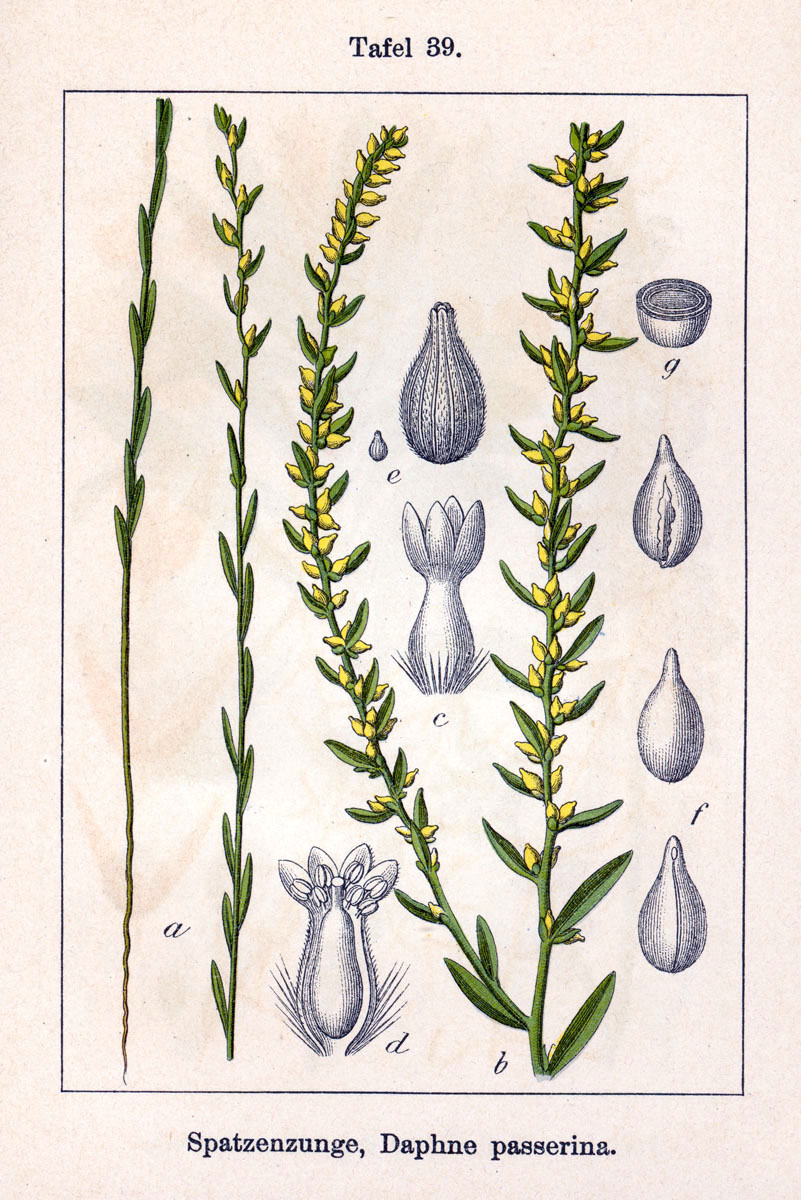
Illustratie van Jacob Sturm
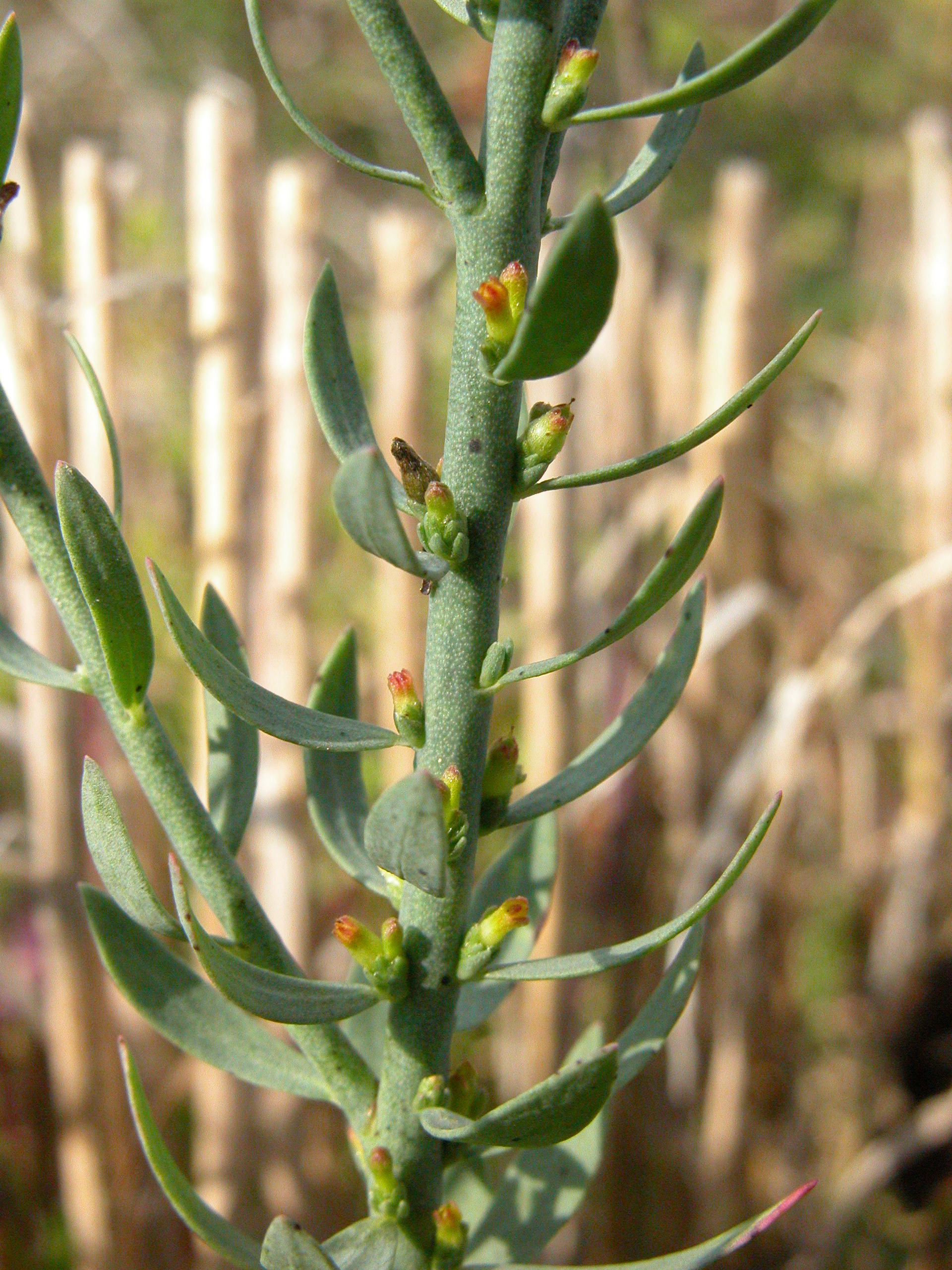
Blad
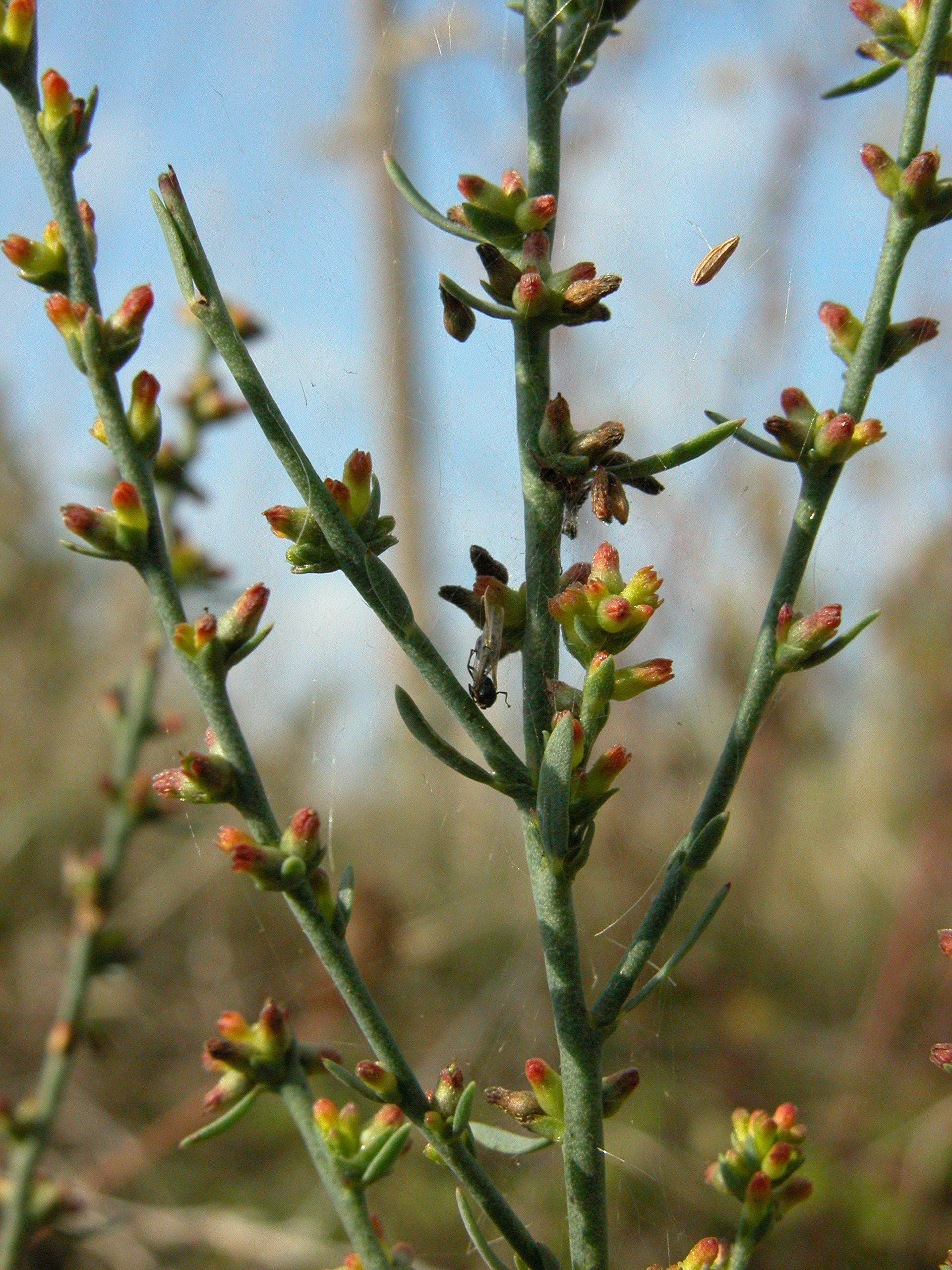
Bloeiwijze
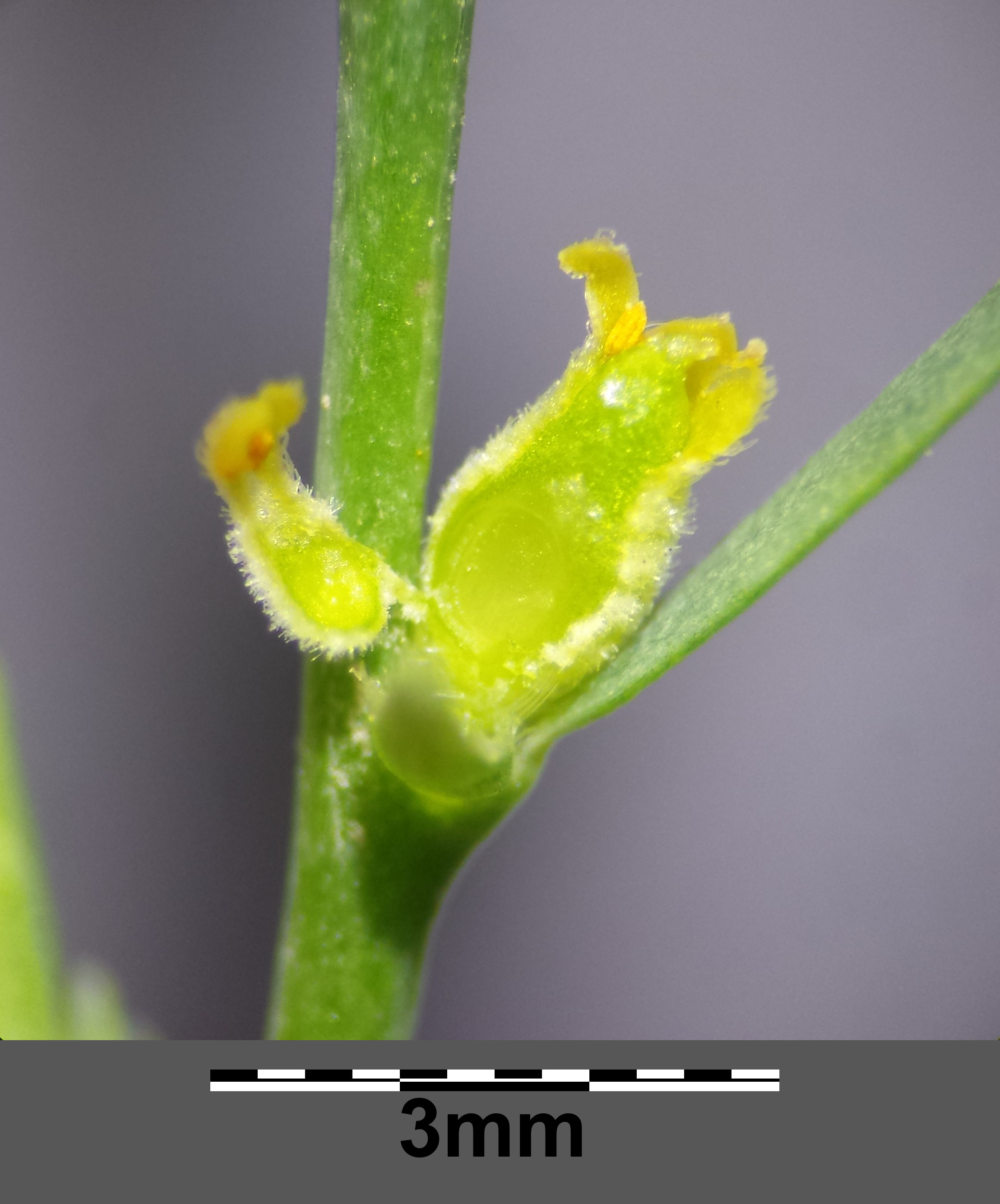
Bloem
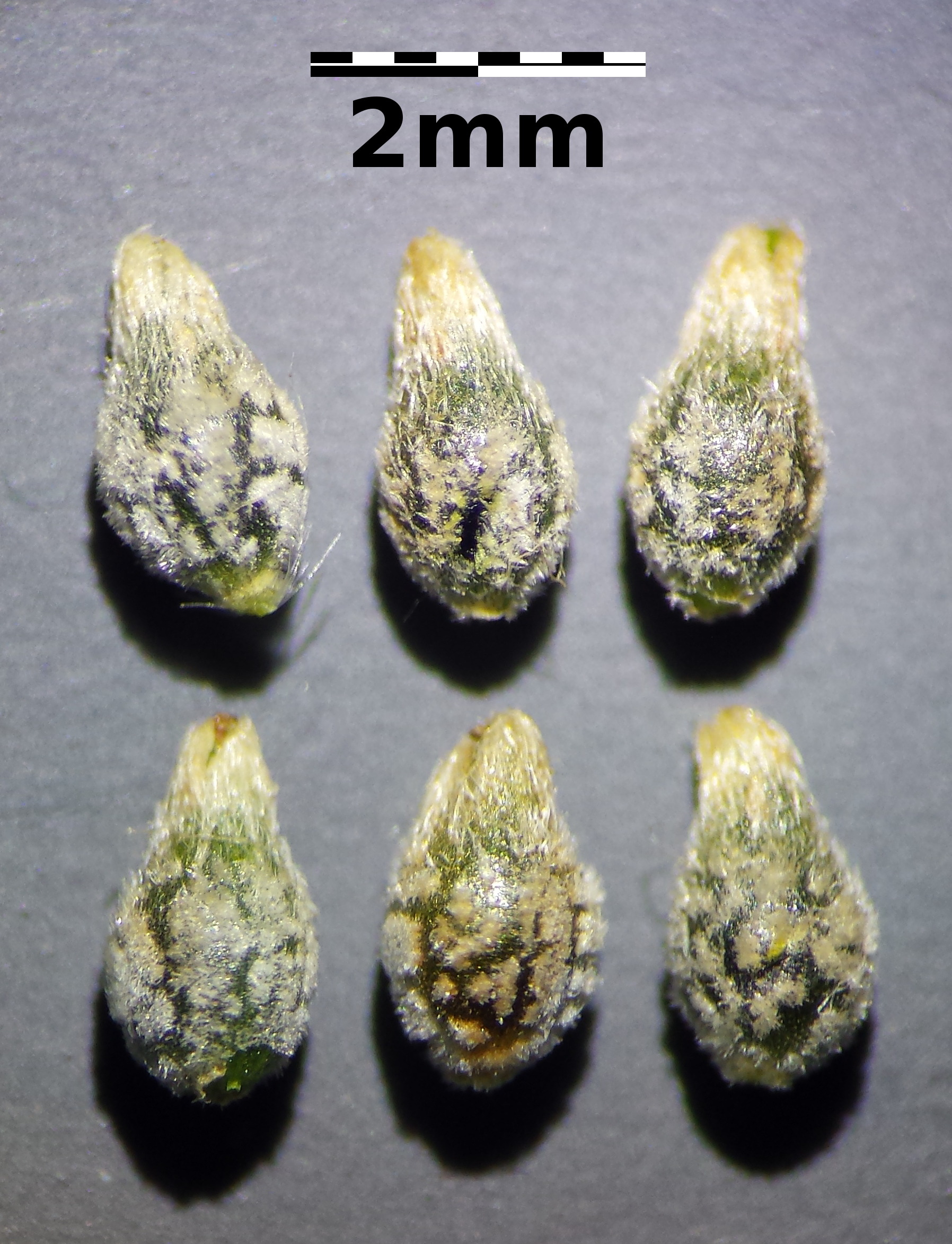
Vruchten
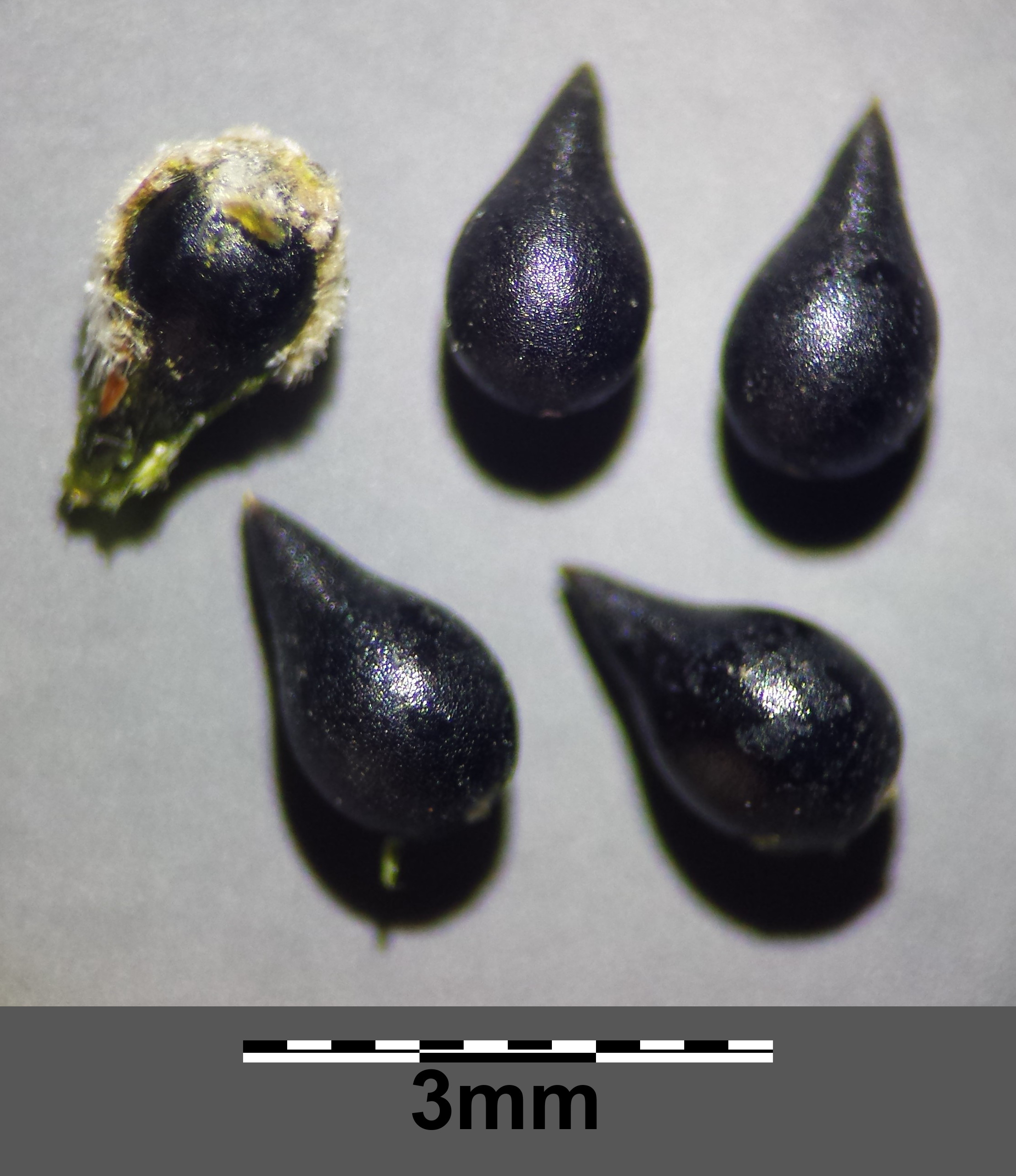
Nootjes

De plant komt voor op droge kalkrijke, vaak stenige grond in graanakkers en op ruderale terreinen. 